# Élections législatives de 1958 dans les Côtes-du-Nord
Les élections législatives françaises de 1958 se déroulent les 23 et 30 novembre 1958. Dans le département des Côtes-du-Nord, cinq députés sont à élire dans le cadre de cinq circonscriptions.

## Élus
| Circonscription | Député élu               | Parti | Parti |
| --------------- | ------------------------ | ----- | ----- |
| 1re             | Victor Rault             |       | MRP   |
| 2e              | René Pleven              |       | MRP   |
| 3e              | Marie-Madeleine Dienesch |       | MRP   |
| 4e              | Alain Le Guen            |       | MRP   |
| 5e              | Pierre Bourdellès        |       | CR    |

## Système électoral
Pour la première fois depuis 1936, les élections législatives ont lieu au scrutin uninominal majoritaire à deux tours dans des circonscriptions uninominales.
Est élu au premier tour le candidat qui réunit la majorité absolue des suffrages exprimés et un nombre de voix au moins égal au quart (25 %) des électeurs inscrits dans la circonscription. Si aucun des candidats ne satisfait ces conditions, un second tour est organisé entre les candidats ayant réuni un nombre de voix au moins égal à 5 % des suffrages exprimés. Au second tour, le candidat arrivé en tête est déclaré élu.
Le seuil de qualification, basé sur un pourcentage relativement faible des suffrages exprimés, tend à faciliter l'accès au second tour de plus de deux candidats. Les candidats en lice au second tour peuvent ainsi fréquemment être trois, un cas de figure appelé « triangulaire ». Lorsque quatre candidats s'affrontent au second tour, on parle de « quadrangulaire ».

## Résultats

### Résultats à l'échelle du département
| Parti          | Parti                                            | Premier tour | Premier tour | Second tour | Second tour | Sièges |
| Parti          | Parti                                            | Voix         | %            | Voix        | %           | Sièges |
| -------------- | ------------------------------------------------ | ------------ | ------------ | ----------- | ----------- | ------ |
|                | Centre national des indépendants et paysans      | 29 085       | 11,19        | 15 447      | 7,14        | 0      |
|                | Union pour la nouvelle République                | 24 913       | 9,58         | 16 215      | 7,49        | 0      |
|                | Modérés                                          | 5 247        | 2,02         | Retrait     | Retrait     | 0      |
|                | Droite parlementaire                             | 59 245       | 22,79        | 31 662      | 14,62       | 0      |
|                |                                                  |              |              |             |             |        |
|                | Mouvement républicain populaire                  | 83 764       | 32,22        | 77 063      | 35,60       | 4      |
|                | Parti communiste français                        | 53 258       | 20,48        | 51 999      | 24,02       | 0      |
|                | Section française de l'Internationale ouvrière   | 27 411       | 10,54        | 11 895      | 5,49        | 0      |
|                | Centre républicain                               | 12 491       | 4,80         | 21 630      | 9,99        | 1      |
|                | Union des forces démocratiques                   | 10 703       | 4,12         | 22 245      | 10,28       | 0      |
|                | Parti républicain, radical et radical-socialiste | 6 090        | 2,34         | Retrait     | Retrait     | 0      |
|                | UDSR                                             | 4 595        | 1,77         | Retrait     | Retrait     | 0      |
|                | Union et fraternité française                    | 2 450        | 0,94         |             |             | 0      |
|                |                                                  |              |              |             |             |        |
| Inscrits       | Inscrits                                         | 333 309      | 100,00       | 268 950     | 100,00      | 5      |
| Abstentions    | Abstentions                                      | 69 166       | 20,75        | 50 079      | 18,62       |        |
| Votants        | Votants                                          | 264 143      | 79,25        | 218 871     | 81,38       |        |
| Blancs et nuls | Blancs et nuls                                   | 4 136        | 1,57         | 2 377       | 1,09        |        |
| Exprimés       | Exprimés                                         | 260 007      | 98,43        | 216 494     | 98,91       |        |

### Résultats par circonscription

#### Première circonscription (Saint-Brieuc)
| Candidat           | Candidat         | Parti          | Premier tour | Premier tour | Second tour | Second tour |  |
| Candidat           | Candidat         | Parti          | Voix         | %            | Voix        | %           |  |
| ------------------ | ---------------- | -------------- | ------------ | ------------ | ----------- | ----------- |  |
|                    | Victor Rault élu | MRP            | 16 484       | 27,39        | 30 992      | 50,98       |  |
|                    | Georges Gallais  | CNIP           | 11 252       | 18,69        | 50          | 0,08        |  |
|                    | Robert Richet    | UNR            | 10 415       | 17,3         | 7 508       | 12,35       |  |
|                    | Antoine Mazier   | UFD            | 9 981        | 16,58        | 22 245      | 36,59       |  |
|                    | Édouard Prigent  | PCF            | 8 609        | 14,3         | Retrait     | Retrait     |  |
|                    | Jean Le Garzic   | SFIO           | 3 451        | 5,73         | Retrait     | Retrait     |  |
|                    |                  |                |              |              |             |             |  |
| Inscrits           | Inscrits         | Inscrits       | 75 178       | 100,00       | 75 164      | 100,00      |  |
| Abstentions        | Abstentions      | Abstentions    | 14 200       | 18,89        | 13 544      | 18,02       |  |
| Votants            | Votants          | Votants        | 60 978       | 81,11        | 61 620      | 81,98       |  |
| Blancs et nuls     | Blancs et nuls   | Blancs et nuls | 786          | 1,29         | 825         | 1,34        |  |
| Exprimés           | Exprimés         | Exprimés       | 60 192       | 98,71        | 60 795      | 98,66       |  |
| Source : Data.gouv |                  |                |              |              |             |             |  |

#### Deuxième circonscription (Dinan)
|                    | René Pleven élu | MRP            | 34 260 | 69,87  |  |  |  |
|                    | Roger Esnault   | PCF            | 7 565  | 15,43  |  |  |  |
|                    | Joseph Hourdin  | SFIO           | 5 901  | 12,03  |  |  |  |
|                    | André Dereau    | UFF            | 1 309  | 2,67   |  |  |  |
|                    |                 |                |        |        |  |  |  |
| Inscrits           | Inscrits        | Inscrits       | 64 216 | 100,00 |  |  |  |
| Abstentions        | Abstentions     | Abstentions    | 13 898 | 21,64  |  |  |  |
| Votants            | Votants         | Votants        | 50 318 | 78,36  |  |  |  |
| Blancs et nuls     | Blancs et nuls  | Blancs et nuls | 1 283  | 2,55   |  |  |  |
| Exprimés           | Exprimés        | Exprimés       | 49 035 | 97,45  |  |  |  |
| Source : Data.gouv |                 |                |        |        |  |  |  |

#### Troisième circonscription (Loudéac)
| Candidat           | Candidat                      | Parti          | Premier tour | Premier tour | Second tour | Second tour |  |
| Candidat           | Candidat                      | Parti          | Voix         | %            | Voix        | %           |  |
| ------------------ | ----------------------------- | -------------- | ------------ | ------------ | ----------- | ----------- |  |
|                    | Marie-Madeleine Dienesch élue | MRP            | 13 206       | 27,91        | 21 748      | 45,31       |  |
|                    | Auguste Le Coënt              | PCF            | 11 113       | 23,49        | 17 538      | 36,54       |  |
|                    | Joseph Clément                | CNIP           | 7 543        | 15,94        | Retrait     | Retrait     |  |
|                    | André Fairier                 | Radsoc         | 6 090        | 12,87        | Retrait     | Retrait     |  |
|                    | Henri de Mauduit              | UNR            | 5 777        | 12,21        | 8 707       | 18,14       |  |
|                    | Paul Chaslin                  | CR             | 2 445        | 5,17         | Retrait     | Retrait     |  |
|                    | Émile Goutal                  | UFF            | 1 141        | 2,41         |             |             |  |
|                    |                               |                |              |              |             |             |  |
| Inscrits           | Inscrits                      | Inscrits       | 61 206       | 100,00       | 61 194      | 100,00      |  |
| Abstentions        | Abstentions                   | Abstentions    | 13 092       | 21,39        | 12 518      | 20,46       |  |
| Votants            | Votants                       | Votants        | 48 114       | 78,61        | 48 676      | 79,54       |  |
| Blancs et nuls     | Blancs et nuls                | Blancs et nuls | 799          | 1,66         | 683         | 1,4         |  |
| Exprimés           | Exprimés                      | Exprimés       | 47 315       | 98,34        | 47 993      | 98,6        |  |
| Source : Data.gouv |                               |                |              |              |             |             |  |

#### Quatrième circonscription (Guingamp)
| Candidat           | Candidat            | Parti          | Premier tour | Premier tour | Second tour | Second tour |  |
| Candidat           | Candidat            | Parti          | Voix         | %            | Voix        | %           |  |
| ------------------ | ------------------- | -------------- | ------------ | ------------ | ----------- | ----------- |  |
|                    | Guillaume Le Caroff | PCF            | 12 846       | 26,27        | 16 011      | 30,66       |  |
|                    | Alain Le Guen élu   | MRP            | 11 757       | 24,04        | 24 323      | 46,57       |  |
|                    | Alexandre Thomas    | SFIO           | 10 209       | 20,88        | 11 895      | 22,77       |  |
|                    | Louis Leberger      | Modérés        | 5 247        | 10,73        | Retrait     | Retrait     |  |
|                    | Joseph Le Monnier   | UDSR           | 4 595        | 9,4          | Retrait     | Retrait     |  |
|                    | Pierre Thomas       | UNR            | 3 527        | 7,21         | Retrait     | Retrait     |  |
|                    | Ernest Novello      | UFD            | 722          | 1,48         |             |             |  |
|                    |                     |                |              |              |             |             |  |
| Inscrits           | Inscrits            | Inscrits       | 64 439       | 100,00       | 64 367      | 100,00      |  |
| Abstentions        | Abstentions         | Abstentions    | 14 854       | 23,05        | 11 790      | 18,32       |  |
| Votants            | Votants             | Votants        | 49 585       | 76,95        | 52 577      | 81,68       |  |
| Blancs et nuls     | Blancs et nuls      | Blancs et nuls | 682          | 1,38         | 348         | 0,66        |  |
| Exprimés           | Exprimés            | Exprimés       | 48 903       | 98,62        | 52 229      | 99,34       |  |
| Source : Data.gouv |                     |                |              |              |             |             |  |

#### Cinquième circonscription (Lannion)
| Candidat           | Candidat               | Parti          | Premier tour | Premier tour | Second tour | Second tour |  |
| Candidat           | Candidat               | Parti          | Voix         | %            | Voix        | %           |  |
| ------------------ | ---------------------- | -------------- | ------------ | ------------ | ----------- | ----------- |  |
|                    | Marcel Hamon           | PCF            | 13 125       | 24,06        | 18 450      | 33,26       |  |
|                    | Édouard Hainguerlot    | CNIP           | 10 290       | 18,86        | 15 397      | 27,75       |  |
|                    | Pierre Bourdellès élu  | CR             | 10 046       | 18,41        | 21 630      | 38,99       |  |
|                    | Pierre Guillou         | MRP            | 8 057        | 14,77        | Retrait     | Retrait     |  |
|                    | François-Louis Broudic | SFIO           | 7 850        | 14,39        | Retrait     | Retrait     |  |
|                    | Yves Le Jannou         | UNR            | 5 194        | 9,52         | Retrait     | Retrait     |  |
|                    |                        |                |              |              |             |             |  |
| Inscrits           | Inscrits               | Inscrits       | 68 270       | 100,00       | 68 225      | 100,00      |  |
| Abstentions        | Abstentions            | Abstentions    | 13 122       | 19,22        | 12 227      | 17,92       |  |
| Votants            | Votants                | Votants        | 55 148       | 80,78        | 55 998      | 82,08       |  |
| Blancs et nuls     | Blancs et nuls         | Blancs et nuls | 586          | 1,06         | 521         | 0,93        |  |
| Exprimés           | Exprimés               | Exprimés       | 54 562       | 98,94        | 55 477      | 99,07       |  |
| Source : Data.gouv |                        |                |              |              |             |             |  |